# Stadsdichter

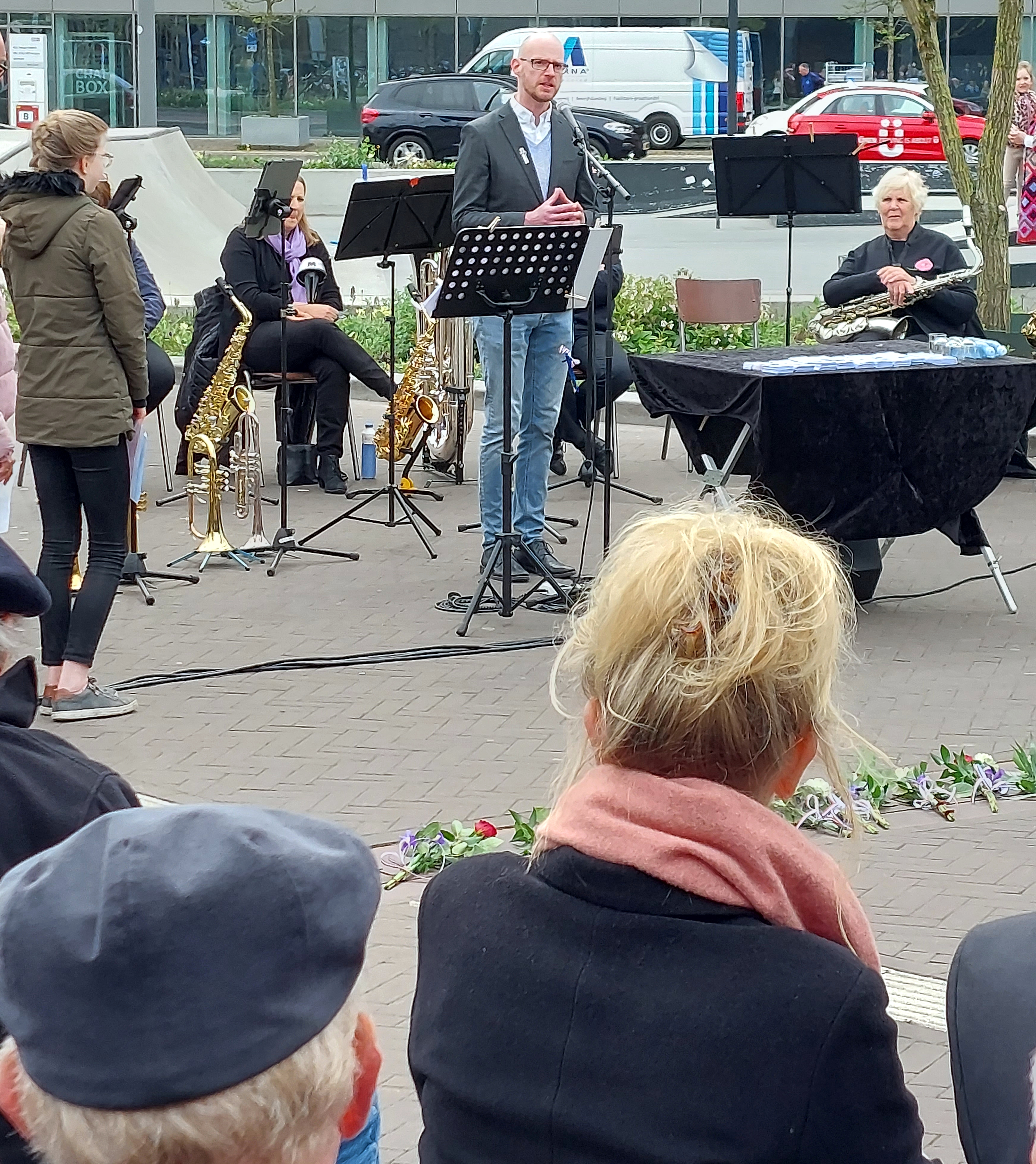
Stadsdichter van Hengelo Wouter Munsterman draagt voor tijdens de herdenking van de April-Meistakingen op	29 april 2022

Stadsdichter of dorpsdichter is een erefunctie waarbij een lokale dichter gedurende een vooraf bepaalde periode gedichten schrijft over de woonplaats en de gebeurtenissen die daar plaatsvinden.
Venlo was de eerste Nederlandse plaats met een stadsdichter, waar op 1 januari 1993 Emma Crebolder voor een jaar werd aangesteld als stadsdichter.
In sommige gemeentes wordt de stadsdichter gekozen door middel van een verkiezing waarbij het publiek kan stemmen, terwijl in andere gemeentes een culturele commissie, stichting of jury de dichter aanwijst. De aanstelling is meestal voor twee of drie jaar, maar soms blijft een dichter langer aan als er geen opvolger is.
Naar schatting hebben ongeveer honderd gemeentes in Nederland een stads- of dorpsdichter. Hoewel er geen officiële tellingen zijn, wordt een website bijgehouden met informatie over huidige en voormalige stadsdichters. Daarnaast bestaan er dichterscollectieven in enkele gemeentes, zoals in Utrecht. Verder zijn er eilanddichters (Texel, Terschelling en Pampus) en provinciedichters (Zuid-Holland en Gelderland).

## Algemeen
Er zijn diverse motieven waarom een stads- of dorpsdichter wordt aangewezen. De dichter wordt meestal geacht:
- Gedichten te schrijven die kunnen worden voorgedragen bij voor het dorp of de stad belangrijke of officiële gebeurtenissen, zoals huldigingen, manifestaties, herdenkingen en openingen.
- Gedichten te schrijven waarin actueel nieuws in de standplaats op eenludieke, kritische of vervreemdende wijze wordt belicht.
- Op enigerlei wijze bij te dragen aan de aandacht voor poëzie onder de bevolking.
- Gedichten voor te dragen bij uiteenlopende gebeurtenissen zoals uitvaarten die door de gemeente worden georganiseerd, Lintjesregen, Dodenherdenking, Veteranendag, Naturalisatieceremonie of de Nieuwjaarsreceptie van het College B&W.
- Gedichten te publiceren in periodieken die voor de inwoners van het betreffende dorp of de stad toegankelijk zijn. .

In Lelystad wordt sinds 2005 'De Nationale Stadsdichtersdag' georganiseerd op de eerste zaterdag van september. Dit is een samenkomst van stads- en dorpsdichters uit Nederland en Vlaanderen. 
Gouda kent 't Groot Gouds Stadsdichtersgala'. Sinds 2018 wordt daar jaarlijks door stads- en dorpsdichters gestreden om de 'Grote Prijs van Gouda'.